# 天主教蒙費拉托堡教區
天主教蒙費拉托堡教區（拉丁語：Dioecesis Casalensis）是天主教會在義大利的一個教區。它是韋爾切利總教區中的一个副主教教区，是皮埃蒙特大区都主教教区的一部分。1474年4月18日出于政治原因为了把蒙費拉托侯國转化为教会领地特别设立了蒙費拉托堡教區。教区使用羅馬禮。

## 历史
卡萨莱蒙费拉托（蒙費拉托堡）是一座意大利皮埃蒙特大区亞歷山德里亞省波河畔的一座城堡，它的历史可以回溯到伦巴第人时期。伦巴第国王利乌特普兰德把它扩建。936年神圣罗马帝国皇帝奥托二世把它建造成一个侯爵领地里的主城，并把它封给萨克森公爵。后来巴列奥略王朝的提歐多洛一世继承这份领地。1533年巴列奥略王朝灭嗣，查理五世把城堡封给貢扎加家族。从1681年到1706年它属于法国，1713年它被转入萨伏依王朝手中。
通过一份988年8月15日的赠送文献历史学家知道当地的教堂当时已经存在了。它律属于韦尔切利主教的教省。1107年1月4日教宗巴斯加二世为教堂施启用礼。
1474年4月18日教宗思道四世把他提升为教区，此前它律属于天主教阿斯蒂教區。当时的蒙費拉托侯爵请求教宗采取这个提升。新建立的教区是米蘭總教區的一个副主教区，其主教在米兰参加教区会议。1474年8月1日思道四世发表了另一法令规定教区的边界。
第一位主教巴爾納鐸‧特鮑爾德斯基是当时侯爵的亲戚，由於未達到成為主教的法定年齡，他先被委任為宗座署理，直到1482年才獲祝聖。教区的第二任主教喬萬尼·喬吉奧也是侯爵的亲戚，任职时也还没成人。蒙費拉托堡主教中比较知名的有本内得托·艾尔巴，他尤其注重对儿童进行基督教教育，他与米兰大主教嘉祿·鮑榮茂是特利騰大公會議的倡导人。另一名比较知名的主教效仿当时主教的作风设立了一座祭司学校.1615年到1624年间的主教写了一份1613年卡洛·埃马努埃莱一世与蒙费拉托之间战争的历史。

### 拿破仑时期
1796年和1798年法兰西共和国的军队进入意大利，占领萨伏伊。1798年9月10日法国设立皮埃蒙特共和国。奥地利军队曾经短期占领蒙費拉托堡，此后法国在拿破仑·波拿巴的带领下再次占领皮埃蒙特，设立苏巴平宁共和国，不过这个共和国仅仅从1802年6月到9月成立。此后它被并入法兰西共和国，并被分为6个省。蒙費拉托堡成为马伦哥的省会，法国法律成为当地法律。
不论在法国本土还是在被占领地区法国的统一政策之一是减少教区的数量。他们指出在皮埃蒙特有16个教区和一个都教区（都林），其中5个教区当时没有主教，3个主教当时辞职。他们要求教区的数量减少为8个和一个都教区。1803年6月1日教宗庇護七世授予他驻拿破仑的专使在皮埃蒙特撤销一系列教区的权利，其中也包括蒙費拉托堡教區。1805年1月23日他实行这个指令。教区的财富转交给亞歷山德里亞教區。
1805年3月17日拿破仑设立義大利王國，5月23日他在米兰加盟为意大利国王。此后他继续调整皮埃蒙特和伦巴第的政治结构。为巩固对当地的控制他决定把亞歷山德里亞改造成一座军事堡垒和军火库，1805年5月17日他宣布决定把亞歷山德里亞主教的座位转到蒙費拉托堡。1805年12月23日主教正式转到蒙費拉托堡，亚历山德里亚的教区被消除。
拿破仑战败，退位和被流放后维也纳会议决定重新设立薩丁尼亞王國。国王維托里奧·埃馬努埃萊一世邀请教宗庇護七世在他的王国领地内恢复被法国占领中断的教堂好传统。1817年7月17日教宗下令“重新”设立被法国人废弃的10个教区，并规定了其边界。这里也包括蒙費拉托堡教區。同时教宗把韋爾切利从天主教都灵总教区分出，把它提升为一个总教区。蒙費拉托堡教區被纳入这个总教区。

### 主教坐堂
蒙費拉托堡教區的主教教堂是一座伦巴第式建筑。

### 教区会议
教区会议不定期召开，但是对于主教和他的牧师们这些会议很重要。其目的在于第一宣布主教发布的教令，第二主教与他的牧师们商讨问题和决定需要采取的措施，第三发表教区会议、都教区会议和教宗的决定和现况。
1571年4月23日主教艾尔巴召开了一次教区会议，1574年10月19日他召开了第二次会议，1576年6月25日第三次。1568年4月28日主教阿尔德加提主持教区会议。1597年9月4日主教卡莱提主持了一次教区会议。
1622年4月8日主教帕斯夸利主持了一次教区会议，发表了其决议和其它文献。1658年12月9日主教米罗利奥召开一次教区会议。
1756年9月5日到7日主教罗蒂召开教区会议。1844年8月27到29日主教马拉比利亚在大教堂主持了一次教区会议。1879年8月31日、9月1日和2日主教费雷召开一次教区会议。
教區包括亞歷山德里亞省北部、阿斯蒂省北部和都靈省東部，2006年有教友101,500人，佔轄區總人口97.7%。教區下轄115個堂區，有125名司鐸。現任教區主教為阿契斯特·卡泰拉。

## 文献

### 主教列表
- Gams, Pius Bonifatius. . Ratisbon: Typis et Sumptibus Georgii Josephi Manz. 1873: 813 （拉丁语）. 附录I，44页
- Ritzler, Remigius; Sefrin, Pirminus. . VI (1730-1799). Patavii: Messagero di S. Antonio. 1958 （拉丁语）.
- Ritzler, Remigius; Sefrin, Pirminus. . VII (1800–1846). Monasterii: Libreria Regensburgiana. 1968 （Latin）.
- Remigius Ritzler; Pirminus Sefrin. . VIII (1846–1903). Il Messaggero di S. Antonio. 1978 （Latin）.
- Pięta, Zenon. . IX (1903–1922). Padua: Messagero di San Antonio. 2002. ISBN 978-88-250-1000-8 （Latin）.

### 论文
- Bima, Palemone Luigi. . Torino: dalla Stamperia Ghiringhello. 1836: 171–175  [2023-06-09]. （原始内容存档于2023-02-28） （意大利语）.
- Cappelletti, Giuseppe. . decimoquarto (XIV). Venice: G. Antonelli. 1858: 565–594  [2023-06-09]. （原始内容存档于2023-02-28） （Italian）.
- Rolfo, Rafaella; Visconti, Maria Carla (2016). "La Cattedrale di Sant’Evasio a Casale Monferrato fra storia e restauri," （页面存档备份，存于） （義大利語）, in: "Monferrato Arte e Storia"- 28号，2016年12月，75–88页
- Minina, G. (1887). Della Chiesa casalese. Il Santo patrono. La cattedrale. I vescovi. Casale, 1887.